# Severinus Desiré Emanuels

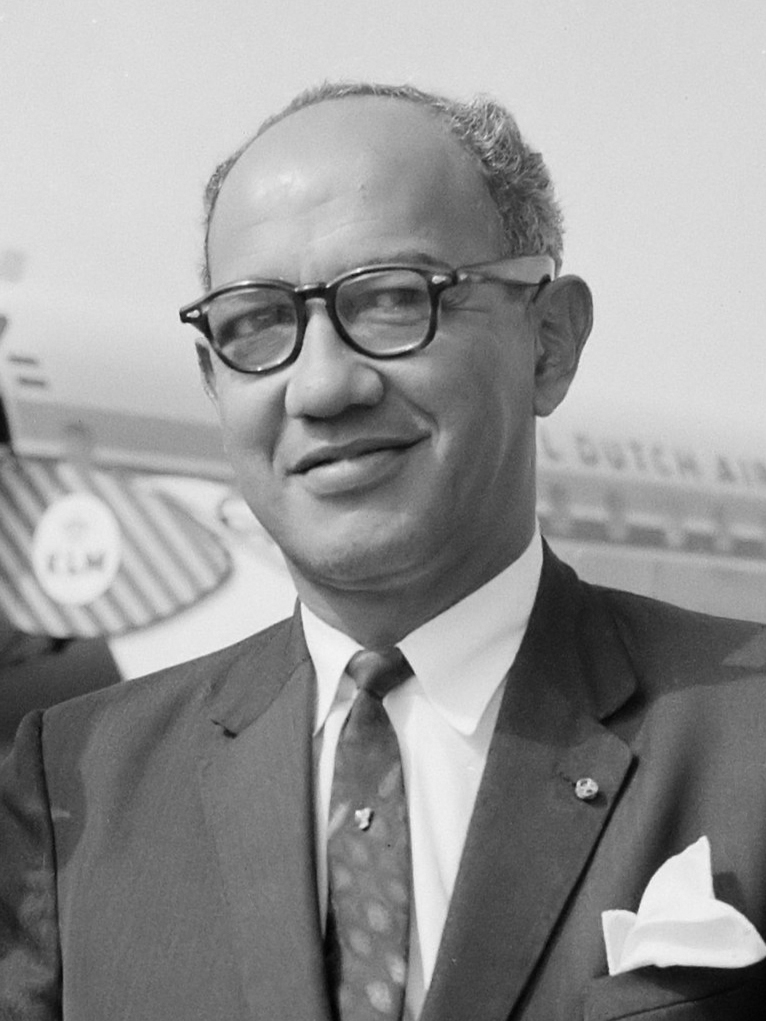
Severinus Desiré Emanuels (1962)

Severinus Desiré „Freek“ Emanuels (* 27. Februar 1910 in Rotterdam; † 27. August 1981 in Den Haag) war ein niederländischer Jurist, Diplomat und Kolonialbeamter sowie Politiker in Suriname.

## Leben
Severinus Desiré Emanuels absolvierte nach dem Schulbesuch ein Studium der Fächer Rechtswissenschaften sowie Literaturwissenschaften und Philosophie an der Universität Utrecht und schloss beide Studiengänge mit dem doctoraal examen ab. Danach war er zwischen 1934 und 1950 als Richter in Niederländisch-Indien. 1952 wurde er in Suriname als Finanzminister (Landsminister van Financiën) in die Regierung von Premierminister Archibald Currie berufen und bekleidete dieses Ministeramt bis 1955, ehe er zwischen 1956 und 1958 Botschaftsrat an der Botschaft in den USA.
Emanuels war Mitglied der Nationale Partij Suriname und löste nach den Parlamentswahlen vom Juni 1958, am 16. Juli 1958 Johan Ferrier als Premierminister von Suriname ab. Er bekleidete diese Funktion bis Juni 1963, woraufhin Johan Adolf Pengel seine Nachfolge antrat. In seiner Regierung übernahm er zudem zwischen 1958 und 1963 das Amt des Innenministers (Minister van Binnenlandse Zaken). Nach dem Rücktritt von Hemradj Shriemisier fungierte er zudem 1962 und 1963 kommissarisch als Minister für Justiz und Polizei (Minister van Justitie en Politie). Im Anschluss bekleidete er zwischen 1963 und 1964 als Bevollmächtigter Minister (Gevolmachtigde minister) von Suriname bei der niederländischen Regierung.
Danach wechselte Freek Emanuels in den diplomatischen Dienst und war zwischen 1965 und 1968 Presse- und Kulturattaché an der niederländischen Botschaft in Mexiko. 1968 wurde er Außerordentlicher und Bevollmächtigter Botschafter der Niederlande in Trinidad und Tobago und verblieb bis 1974 auf diesem Posten. Als solcher war er zwischen 1969 und 1974 auch als Botschafter in Barbados sowie von 1970 bis 1974 als Botschafter in Guyana akkreditiert.